# Indoreonectes
Genre
Indoreonectes est un genre de poissons d'eau douce téléostéens de la famille des Nemacheilidae (ordre des Cypriniformes).

## Répartition
Les espèces du genre Indoreonectes se rencontrent en Inde.

## Liste des espèces
Selon World Register of Marine Species (15 avril 2024) :
- Indoreonectes evezardi (Day, 1872)
- Indoreonectes telanganaensis Prasad, Srinivasulu, Srinivasulu, Anoop & Dahanukar, 2020

## Classification
Le nom valide complet (avec auteur) de ce taxon est Indoreonectes Rita & Bănărescu, 1978. 
Ce genre a été créé initialement comme un sous-genre d’Oreonectes par S. D. Rita Kumari (d) et Petre Mihai Bănărescu dans une publication coécrite avec Teodor T. Nalbant.

## Étymologie
Le nom générique, Indoreonectes, composé du préfixe Indo- pour l'Inde et du genre Oreonectes a été proposé comme un sous-genre de celui-ci.

## Publication originale
- (en) S. D. Rita Kumari, Petre M. Bănărescu et Teodor T. Nalbant, « Oreonectes (Indoreonectes) keralensis a new subgenus and species of loach from Kerala, India (Pisces, Cobitidae) », Travaux du Muséum d’Histoire Naturelle “Grigore Antipa”, Roumanie, vol. 19,‎ 1978, p. 185-188 (ISSN 0068-3078).